# Fuente Álamo de Murcia
Fuente Álamo de Murcia – gmina w Hiszpanii, w prowincji Murcja, w Murcji, o powierzchni 273,53 km². W 2011 roku gmina liczyła 16 175 mieszkańców.